# Arno Backhaus
Arno Backhaus (* 27. November 1950) ist ein deutscher christlicher Liedermacher, Autor und Aktionskünstler, der sich selbst als „E-fun-gelist“ und „Missio-Narr“ bezeichnet.

## Leben
Backhaus wurde während seiner Schulzeit in Kassel von vier Schulen verwiesen und musste dreimal ein Schuljahr wiederholen. Gemeinsam mit Manfred Siebald besuchte er 1958 die Sonntagsschule der Evangelisch-Freikirchlichen Gemeinde in Kassel. Bis er sich im Alter von 17 Jahren zum Christentum bekehrte, war er in vielfältige Konflikte mit Lehrern, Nachbarn und der Polizei verwickelt. Als 15-Jähriger stahl er beispielsweise mehrere Tausend Mark und gab sie beim Fundbüro ab, um sie nach Ablauf der Jahresfrist formal legal in Empfang nehmen zu können. Auch in den ersten beiden Jahren nach seiner Bekehrung stahl er noch, spendete das erbeutete Geld jedoch dem Evangeliums-Rundfunk und anderen christlichen Organisationen.
In den 1970er-Jahren wurde er nach eigener Angabe einmal festgenommen, weil er bei einer Demonstration gegen die NPD christliche Friedenslieder gesungen hatte. Das Verfahren gegen ihn wurde eingestellt.
Nachdem er eine Ausbildung zum Großhandelskaufmann absolviert hatte, studierte Backhaus Sozialarbeit an der Gesamthochschule Kassel. Danach leitete er zunächst den Abenteuerspielplatz und die Spiellandschaft in der Brückenhofsiedlung im Kasseler Stadtteil Oberzwehren. Sein musikalisches Talent entdeckte er im CVJM. Von 1972 bis 1991 bildete er mit Andreas Malessa das Duo Arno & Andreas. Seit dessen Auflösung gibt Backhaus, der Noten weder lesen noch schreiben kann, Solokonzerte und hat über 150 Straßenaktionen entwickelt, mit denen er auf unkonventionelle Weise für den christlichen Glauben wirbt, indem er beispielsweise Geld verschenkt. Letzteres wurde ihm in Bayern polizeilich untersagt.
Daneben hält Backhaus, der sowohl selbst als auch als Vater betroffen ist, Vorträge über ADHS sowie gemeinsam mit seiner Frau Eheseminare.
Arno Backhaus ist seit 1972 mit Hanna verheiratet. Das Paar hat drei Kinder und wohnt im Caldener Ortsteil Meimbressen. Er gehört dem Leitungskreis der „Christusgemeinde am Airport“ in Calden an.

## Zitat
„Der Unterschied zwischen ‚Jesus Inside‘ und ‚Intel Inside‘? ‚Intel Inside‘ gibt irgendwann den Geist auf.“

## Veröffentlichungen

### Bücher
- Efungelisation, Schulte und Gerth, Aßlar 1996, ISBN 978-3-89437-394-8.
- Arnos Familien-Spiele-Buch, Brendow Verlag, Moers 2003, ISBN 978-3-87067-971-2.
- Arnos Spielebuch für das ganze Jahr, Brendow Verlag, Moers 2004, ISBN 978-3-86506-050-1.
- Arnos Advents- und Why-nachtsbuch, Brendow Verlag, Moers 2004, ISBN 978-3-86506-051-8.
- Bibel dir deine Meinung. Die Bibel kreativ-lesen wie noch nie, Brendow Verlag, Moers 2005, ISBN 978-3-86506-034-1.
- Du glaubst wohl, du bist was Besonderes? – Und du hast absolut Recht!, Johannis-Verlag, Lahr 2006, ISBN 978-3-501-52075-8.
- Gute Woche. 52 Impulse zum Leben, Kawohl Verlag, Wesel 2007, ISBN 978-3-88087-509-8.
- Das Senfkorn-Prinzip. 50 Ideen, um die Welt auf den Kopf zu stellen, SCM R. Brockhaus, Witten 2007, ISBN 978-3-417-26210-0.
- Lieber Lachfalten als Tränensäcke, Brendow Verlag, Moers 2008, ISBN 978-3-86506-237-6.
- Spruchreif – Arnos gesammelte Weisheiten, SCM R. Brockhaus, Witten 2009, ISBN 978-3-7893-9371-6.
- Ach du Schreck! ADS – Vom Chaoskind zum Lebenskünstler, Brendow Verlag, Moers 2009, ISBN 978-3-86506-286-4.
- Woran starb das tote Meer? Widersprüchliches zum Lach(denk)en, Teil 1, Brendow Verlag, Moers 2011, ISBN 978-3-86506-347-2.
- Ist das Kunst oder kann das weg? Widersprüchliches zum Lach(denk)en, Teil 2, Brendow Verlag, Moers 2012, ISBN 978-3-86506-402-8.
- Was zählen Schafe, wenn sie nicht schlafen können? Witziges zum Drüber-nach-Lachen, Brendow Verlag, Moers 2013, ISBN 978-3-86506-524-7.
- Und sie hatten keine Plätzchen in der Herberge: Sprüche, Spiele, Storys und mehr für die ganze Familie, Brendow Verlag, Moers 2014, ISBN 978-3-86506-666-4.
- Hilfe, meine Eltern sind in einem schwierigen Alter! ein Buch über dich, dein Eltern, Freunde, Gott und die Welt, Brendow Verlag, Moers 2015, ISBN 978-3-86506-736-4.
- Dürfen Vegetarier Schmetterlinge im Bauch haben? Widersprüchliches zum Lach(denk)en, Teil 3, Brendow Verlag, Moers 2015, ISBN 978-3-86506-779-1.
- Tritt fest auf, mach's Maul auf, hör bald auf: 44 Anschläge an deine Herzenstür, Brendow Verlag, Moers 2016, ISBN 978-3-86506-845-3.
- Lache, solange du noch Zähne hast. Witziges zum Drüber-nach-Lachen, Brendow Verlag, Moers 2017, ISBN 978-3-86506-983-2.
- Ich bin nicht alt, ich bin nur länger jung als andere, SCM R. Brockhaus, Witten 2017, ISBN 978-3-7893-9797-4.
- Ich habe mit nichts begonnen, aber das meiste habe ich noch. Widersprüchliches zum Lach(denk)en, Brendow Verlag, Moers 2019, ISBN 978-3-96140-097-3.
- Hatte wirklich jemand vor, einen Flughafen zu bauen? Gedanken, Witze und Sprüche zum Bau des BER gesammelt von Arno Backhaus, Brendow Verlag, Moers 2020, ISBN 978-3-96140-156-7.
- Keine Panik, ehrliche Spiegel altern immer mit!, SCM Hänssler, Holzgerlingen 2020, ISBN  978-3-7751-5934-0.
- Herrliche Keks-Momente. Mit Spiel und Spaß durch den Advent, Brendow Verlag, Moers 2021, ISBN 978-3-96140-201-4.
- Geh deinen Weg! Zur Konfirmation, Brendow Verlag, Moers 2022, ISBN 978-3-96140-214-4.
- Arnos Koffergeschichten. Bunte Anekdoten aus meinem Leben als Musiker, Muntermacher und Mensch, Kawohl Verlag, Wesel 2023, ISBN 978-3-86338-037-3.
- Weihnachten ist auch nicht mehr das, was es noch nie war. Über den Sinn und Unsinn von Whynachten, Kawohl Verlag, Wesel 2024, ISBN 978-3-86338-198-1.
- Lachen ist die schönste Art, Falten zu zeigen. Heiteres für Junggebliebene, Benno, Leipzig 2025, ISBN 978-3-7462-6713-5.

als Mitautor
- mit Hanna Backhaus: Verliebt, verlobt, verheiratet, verschieden, SCM Hänssler, Holzgerlingen 2013, ISBN 978-3-7751-5486-4.
- mit Traugott Kögler (Hrsg.): Bildung zwischen Anspruch und Alltag: ein Mutmachbuch für Pädagogen, Ed. Wortschatz, Schwarzenfeld 2015, ISBN 978-3-943362-14-5.

### Hörbuch
- Das wäre ja gelacht! Das Beste von Arno; CD; Moers: Brendow, 2008; ISBN 978-3-86506-209-3.

### Diskografie
| Jahr | Titel               | Label               |
| ---- | ------------------- | ------------------- |
| 1977 | Nehmt einander an   | Blessing Hand Music |
| 2007 | Die muss ich hören! | cap-music           |